# Pero modestus
Pero modestus är en fjärilsart som beskrevs av Grossbeck 1910. Pero modestus ingår i släktet Pero och familjen mätare. Inga underarter finns listade i Catalogue of Life.